# Wojciech Rajski
Wojciech Józef Rajski (ur. 9 lipca 1948 na Edwardowie) – polski dyrygent i pedagog, profesor sztuk muzycznych.

## Życiorys
Urodził się w rodzinie Józefa Franciszka (1915–2002) i Marianny z domu Kornackiej (1912–2015). Ukończywszy studia w 1971 Państwowej Wyższej Szkole Muzycznej w Warszawie w klasie prof. Bogusława Madeya, otrzymał z wyróżnieniem dyplom z dyrygentury. W trakcie studiów był dyrygentem Orkiestry Symfonicznej Związku Harcerstwa Polskiego. W 1972 zadebiutował w Teatrze Wielkim w Warszawie spektaklem Giselle Adolphe’a Adama. W 1973 kształcił się w Musikhochschule w Kolonii w Niemczech, będąc stypendystą Deutscher Akademischer Austauschdienst. Brał udział w kursie mistrzowskim Witolda Kałka w Wiedniu.
W latach 1978–1980 piastował funkcję dyrektora naczelnego oraz artystycznego Filharmonii Poznańskiej im. Tadeusza Szeligowskiego. Na zaproszenie Jana Krenza został pierwszym dyrygentem Theater der jakdt Bonn i Beethovenhalleorchester. W 1982 założył Orkiestrę Kameralną Wojciecha Rajskiego, obecnie znaną jako Polska Filharmonia Kameralna Sopot. Z okazji tournées koncertowych tejże orkiestry odwiedził Stany Zjednoczone, Chiny, Japonię i większość krajów europejskich. W 1988 pełnił funkcję dyrektora artystycznego Filharmonii Bałtyckiej w Gdańsku. W latach 1993–2006 był dyrektorem artystycznym Polskiej Orkiestry Radiowej.
W 1993 rozpoczął działalność pedagogiczną, podejmując pracę w Hochschule für Musik w Karlsruhe, gdzie otrzymał tytuł profesora. Od 1998 jest profesorem dyrygentury w Hochschule für Musik und Darstellende Kunst we Frankfurcie nad Menem, a od 2008 prowadzi także klasę dyrygentury w Akademii Muzycznej im. Stanisława Moniuszki w Gdańsku. W 2010 otrzymał tytuł profesora sztuk muzycznych z rąk Prezydenta RP.
Wydał ponad 60 płyt dla wytwórni takich jak EMI, Chant du Monde, Claves, Thorofon, Tacet, Midas, Wifon, KOCH, Bis, CPO, Sonomaster, Amati, Polskie Radio czy DUX. Brał udział w międzynarodowych festiwalach muzycznych, np. w Festiwalu „Warszawska Jesień”, Praskiej Wiośnie, Festiwalu Flandryjskim, Festiwalu Gran Canaria, Festspiele Europäische Wochen Passau, Schleswig-Holstein Musik Festiwal, Evian Montpellier, La Chaise Dieu, Tivoli Kopenhaga, Festspiele Mecklenburg-Vorpommern, Rheingau Festival, The International Tamaulipas Festival, Midem Classique Nicea, Festival Musica d’Oggi, Abbaye Saint-Victor de Marseille, Europäisches Musikfest Stuttgart. Prowadził gościnnie szereg orkiestr w wielu krajach świata, między innymi w Czechosłowacji, na Węgrzech, w Meksyku, Anglii, Szwecji, Grecji, Hiszpanii oraz w Niemczech. Występował z wieloma światowej sławy solistami, wśród których znaleźli się tacy artyści jak Mstisław Rostropowicz, Henryk Szeryng, Sabine Meyer, Ivo Pogorelić czy Krystian Zimerman.
W 2012 obchodził 40-lecie działalności artystycznej. W 2022 obchodził 50-lecie działalności artystycznej. 25 stycznia 2024 został honorowym obywatelem Sopotu.
Mąż Katii, ojciec Wojciecha (ur. 1982).

## Ordery i odznaczenia
- Krzyż Kawalerski Orderu Odrodzenia Polski (24 stycznia 2002)[8]
- Złoty Medal „Zasłużony Kulturze Gloria Artis” (27 kwietnia 2022)[9]
- Srebrny Medal „Zasłużony Kulturze Gloria Artis” (27 września 2005)[9]
- Medal św. Wojciecha (1998)[10]

## Nagrody
- Nagroda Artystyczna Gdańskiego Towarzystwa Przyjaciół Sztuki (1986)
- Nagroda Miasta Gdańska w Dziedzinie Kultury (1991)[11]
- Nagroda Prezydenta Miasta Gdańska w Dziedzinie Kultury z okazji jubileuszu 35-lecia pracy artystycznej oraz 25-lecia Polskiej Filharmonii Kameralnej Sopot (2007)[12]
- Pomorska Nagroda Artystyczna (2008)
- „Orzeł Pomorski” - nagroda przyznana przez „Magazyn Pomorski” (2013)
- Nagroda Prezydenta Miasta Gdańska w Dziedzinie Kultury z okazji jubileuszu 45-lecia pracy artystycznej oraz 35-lecia Polskiej Filharmonii Kameralnej Sopot (2017)[12]
- Nagroda Prezydenta Miasta Gdańska w Dziedzinie Kultury z okazji 50-lecia pracy artystycznej (2022)[12]
- Wielka Pomorska Nagroda Artystyczna (2022)

Źródło:.